# Епироти
Епиротите или епирите са древното и античното население на Античен Епир по времето на съществуването на съседните Древна Гърция, Древна Македония и Древна Илирия. Следва да бъдат отличавани от съвременното население на областта Епир обозначавано като епирци повече по географски, отколкото по етнически критерий.
През 4 век пр.н.е. Теопомп идентифицира четиринадесет племена в Епир. Хаоните живеят по това време в Северен Епир, в района на Саранда. Според Тукидид, по това време Теспротия е разположена между реките Тиамис и Ахерон, а молосите обитавали района на Янина. Това били трите значими местни племена след дорийското нашествие към Стареа Елада (Същинска Гърция) през древността и античността, засегнало и този район. Именно през 3 век пр.н.е. възниква като географско понятие Епир, вероятно измежду онези елини, установили се отсрещния остров Корфу в Йонийско море, който бил колонизиран още от 8 век пр.н.е. от коринтяни. Коринтяните създават по-късно и Амбракия като колония в Артския залив. През 5 век пр.н.е. елинското присъствие в района на Епир е ограничено до Додона, Корфу и Амбракия. Собственото население на Епир или т.нар. епироти или епири е определяно от съседните елини като „варварско“. Според Тукидид, дори в южно разположените от Епир Етолия и Акарнания, „хората живеят по този древен начин“, от което се подразбира, че древногръцките полиси там съжителстват предполагаемо с нееднородни, т.е. неелински племена. По това време организацията на социалния живот в епирските земи е от преобладаващо племенен тип. Епирските племена постепенно оформят малки независими държавици и градове, които започват да се развиват на тяхната територия, като местното население не притежава политическо устройство извън племенната си организация. Сред собствено епирските градове са Бутринт и Фойника при хаоните, Гитана при теспротите, и Пасарон при молосите.
След Пелопонеската война се разгарят местни кървави битки, отразяващи амбициите на различни племенни водители-монарси да господстват над района. При молосите след Тарипс, неговият син Алкета губи трона и търси временно политическо убежище в Сиракуза. С цел да си възвърне властта, Алкета търси помощта на Илирийската държава, организирана по онова време около племето на енхелеите. През 385 г. пр.н.е. илирийският цар Бардил изпраща армия, която да възстанови Алкета начело на т.нар. Молоско царство. Именно този акт води след себе си като следствие раждането на Древен Епир като политическа формация. Молосите заедно със съседните племена от района и по-специално с теспротите и хаоните създават държавно образувание, наричано изпърво Молоска лига, а по-късно през втората половина на 4 век пр.н.е. – Епирска лига. Този Древен Епир влизал в чести конфликти със седните Илирия и Древна Македония, въпреки традиционните монархически съюзи сключвани между тях, които редовно били скрепявани посредством династични бракове.